# Gloria Lovell
Gloria Lovell (Rosario, provincia de Santa Fe, Argentina, 20 de junio de 1915, † 5 de diciembre de 2008) fue una médica pediatra argentina declarada médica distinguida' de la ciudad de Rosario.

## Breve reseña
Hija de Alfredo Lovell y Dolores Rambaus, inmigrantes españoles, radicados en esa ciudad en el año 1911. Gloria fue la tercera de siete hermanos.
Cursó sus estudios en la Escuela Normal Superior N.º 2, de Rosario. En 1939 obtuvo su título de médica por la Facultad de Medicina, anexa a la Universidad Nacional del Litoral, inscribiéndose en el Colegio Médico de Rosario con la Matrícula N.º 13. Inmediatamente comenzó a asistir a la Cátedra de Pediatría y a la Sala 8 del Hospital Centenario, ambos a cargo del Prof. Recalde Cuestas. Esto le permitió ingresar como socia de la Sociedad de Pediatría de Rosario en 1942 y en 1951 de la Sociedad Argentina de Pediatría (SAP).
Obtuvo el título en pediatría otorgado por el Colegio Médico provincial en 1963, abriendo el registro de Especialidades. Desarrollando su labor como Médica Pediatra en diversas instituciones de la ciudad de Rosario, dejando su huella y legado, a todos los profesionales de la salud infantil. Entre sus cargos nacionales figuran Médica Agregada a las Salas de Clínica Médica de los Profesores Clemente Álvarez y Jorge Bosco (1939 y 1940); Médica Agregada a la Cátedra de Pediatría a cargo de Recalde Cuestas con la obligación de ser Instructora y realizar trabajos prácticos (1939 a 1945); Jefatura de Clínica y Trabajos Prácticos de la Cátedra de Pediatría a partir de 1945; fue Médica de la Escuela Nacional de Nurses Universitarias a partir de 1955.
Fue también Médica Pediatra en la Escuela de Menores Madres (entre 1942 y  1947) y desarrolló una extensa trayectoria en la Asistencia Pública de Rosario, hasta 1972. Tuvo varias designaciones más entre las que se destaca haber sido Directora Interina del Hospital de Niños "Víctor José Vilela" (1960 -1964) y actuó como Jefa de Puericultura en la actual Maternidad Martin) donde organiza con el Dr. Enrique González el 1.er Centro de Neonatología hasta la fecha de su jubilación municipal (1972).

## Actividades
La Dra. Lovell marcó un antes y un después en la medicina social ya que trabajó en zonas con muchas carencias materiales del Saladillo y en distintos asentamientos de la ciudad de Rosario. En su casa de la calle Arijón 69 tenía su consultorio y allí atendía a niños del barrio. "Recuerdo que había días que atendía a más de 100 chicos, desde las siete de la mañana hasta Dios sabe que hora. No había madrugada que no saliera con el auto a ver un enfermo, entrando y saliendo de las villas más pobres sin ningún problema. Muchas veces iba a pueblos vecinos y yo la acompañaba. Para nosotros era todo un paseo ir con la tía a hacer una visita", según palabras de un sobrino de Lovell. 
Lovell se ganó el respeto de la gente por su alto profesionalismo, dedicación y entrega, tanto que por su profesión dejó de lado su vida personal y en cada paciente veía un hijo. 
Mientras trabajó en el Hospital de Niños "Víctor José Vilela", donó todos sus sueldos. Fue socia fundadora del Sanatorio de Niños de Rosario y desarrolló en él una extensa tarea desde 1947 hasta 1995, fecha en que se jubiló.
Participó de diversas sociedades científicas y académicas. En 1989 fue designada Miembro de Honor de la Asociación Médica Argentina y en octubre de 1995 la Sociedad Argentina de Pediatría la nombra Miembro Honoraria Nacional, por sus méritos profesionales y su labor a favor de la salud de los niños.

## Distinción
Por su trayectoria y sus aportes a la salud infantil en diversos ámbitos de la ciudad, fue declarada Médica Distinguida post mortem, de la ciudad de Rosario, el 4 de noviembre de 2010.